# Mysterozetes scapulatus
Mysterozetes scapulatus är en kvalsterart som beskrevs av Hammer 1961. Mysterozetes scapulatus ingår i släktet Mysterozetes och familjen Microzetidae. Inga underarter finns listade i Catalogue of Life.